# امالویا
امالویا (به انگلیسی: Amaluia) یک منطقهٔ مسکونی در ایالات متحده آمریکا است که در ساموآی آمریکا واقع شده‌است.

## خصوصیات
امالویا ۱٫۸ کیلومترمربع مساحت و ۱۷۹ نفر جمعیت دارد.